# Челтзі Лі
Че́лтзі Лі (англ. Cheltzie Lee; *21 квітня 1993, Кемпбелтаун, Новий Південний Уельс, Австралія) — австралійська фігуристка, що виступає у жіночому одиночному фігурному катанні. Чемпіонка Австралії з фігурного катання 2010 року.

## Кар'єра
Челтзі Лі почала займатися фігурним катанням у 6-річному віці (1999).
На дорослому міжнародному рівні — починаючи від сезону 2008/2009.рр Тоді дебютувала на Чемпіонаті Чотирьох Континентів 2009 року (13-е місце) і Чемпіонаті світу з фігурного катання 2009 року (33-е місце).
У сезоні 2009/2010 рр. Челтзі уперше виграла дорослу національну першість з фігурного катання Австралії, потому на 1-у позицію погіршила торішній показник на Чемпіонаті Чотирьох Континентів 2010 року (14-е місце). 
У вересні 2009 року на турнірі «Nebelhorn Trophy»—2009 посіла 15-е місце і не змогла пройти кваліфікацію на зимові Олімпійські ігри 2010, залишившись у резерві. У січні 2010 року за три тижні до Ігор з'ясувалось, що через відмови НОКів низки країн від своїх олімпійських ліцензій місце у олімпійському турнірі фігуристок-одиночниць дісталось Австралії, і Челтзі ввійшла до Олімпійської збірної Австралії на XXI Зимовій Олімпіаді (Ванкувер, Канада).

## Спортивні досягнення
| Сезони/Змагання                                     | 2005/2006 | 2006/2007 | 2007/2008 | 2008/2009 | 2009/2010 |
| --------------------------------------------------- | --------- | --------- | --------- | --------- | --------- |
| Зимові Олімпійські ігри                             |           |           |           |           |           |
| Чемпіонати світу з фігурного катання                |           |           |           | 33        |           |
| Чемпіонати Чотирьох Континентів з фігурного катання |           |           |           | 13        | 14        |
| Чемпіонати світу з фігурного катання серед юніорів  |           |           | 23        |           |           |
| Чемпіонати Австралії з фігурного катання            | 4N.       | 2J.       | 1J.       | WD        | 1         |
| Турніри: «Nebelhorn Trophy»                         |           |           |           |           | 15        |
| Етапи юніорського Гран-Прі, Німеччина               |           |           |           |           | 7         |
| Етапи юніорського Гран-Прі, Велика Британія         |           |           |           | 14        |           |
| Етапи юніорського Гран-Прі, Австрія                 |           |           | 5         |           |           |
| Австралійський юнацький Олімпійський фестиваль      |           | 6         |           |           |           |

- N = рівень новачків, J = юніорський рівень, WD = знявся зі змагань

## Виноски
1. ↑  Lee's Vancouver spot confirmed [Архівовано 6 лютого 2010 у Wayback Machine.] (англ.)